# 39791 Джеймсхессер
39791 Джеймсхессер (39791 Jameshesser) — астероїд головного поясу, відкритий 13 серпня 1997 року.
Тіссеранів параметр щодо Юпітера — 3,788.